# Chợ nổi Ngã Bảy
Chợ Ngã Bảy còn gọi là chợ nổi Phụng Hiệp là một chợ nổi thuộc phường Ngã Bảy, thành phố Cần Thơ, được hình thành từ năm 1915. Đây là chợ nổi nổi tiếng của thành phố Cần Thơ và Đồng bằng sông Cửu Long, là nơi diễn ra các hoạt động mua bán, trao đổi hàng hóa của cư dân miền sông nước đồng bằng sông Cửu Long. Nơi đây không chỉ nơi buôn bán hàng hóa mà còn là địa điểm thu hút khách du lịch.

## Lịch sử
Chợ hình thành từ năm 1915, hầu hết các con sông đều đổ ra Ngã Bảy. Lúc bấy giờ, có hơn 300 chiếc thuyền tụ tập về đây mỗi ngày. Đây có thể được xem là trung tâm đầu mối và là chợ nổi khá sầm uất. Cũng chính ngay chợ Ngã Bảy đã hình thành nghề xóm làm ghe (chèo), làng nghề đóng ghe truyền thống ở đầu "doi" Tân Thới Hoà, doi Chành, doi Cát dài hơn 1 km tồn tại trên nửa thế kỷ với mấy trăm hộ ăn nên làm ra cũng nhờ chợ Ngã Bảy.
Chợ nổi Ngã Bảy ra đời sau 10 năm đào kinh xáng, bảy ngã sông hình thành (Cái Côn, Mang Cá, Búng Tàu, Sóc Trăng, Xẻo Môn, Lái Hiếu, Xẻo Vong). Do sức lan toả, tác động quá lớn, vùng trung tâm lập tức trở thành đầu mối giao thông thủy lớn nhất Nam Kỳ song hành với một trung tâm giao thương hàng hoá lớn của cả miền cực Nam, tác động mạnh đến thị trường nông sản miền Tây. "Ngôi sao Phụng Hiệp" - như người Pháp thường gọi - còn được dự kiến lập thành thương cảng cho cả vùng Hậu Giang mênh mông ngày trước.

## Đặc điểm
Ở Nam Bộ với mạng lưới kênh rạch chằng chịt, con người gắn bó với cuộc sống sông nước miệt vườn. Chợ nổi là một hình thức sinh hoạt độc đáo. Đồng bằng sông Cửu Long có 4 chợ nổi lớn: chợ nổi Cái Răng Cần Thơ, chợ nổi Phụng Hiệp Cần Thơ, chợ nổi Cái Bè Tiền Giang và chợ nổi Long Xuyên An Giang. Trong đó, chợ nổi Phụng Hiệp được xem là chợ nổi độc đáo nhất và lớn nhất.
Chợ Ngã Bảy là chợ tổng hợp, có thể mua sỉ, bán lẻ; phong phú đa dạng đủ loại hàng hóa mang đặc trưng sắc màu cuộc sống Nam Bộ. Thời mở cửa, sản phẩm đồng bằng theo dòng nước lớn qua Ngã Bảy, ra tận đất Bắc, vượt biên giới đến với bạn bè năm châu.
Du khách tới đây sẽ cảm thấy bạt ngàn màu sắc của trái cây, rau, các đồ dùng sinh hoạt miền sông nước. Đặc biệt là màu đỏ tươi của chôm chôm, màu ruốc chín của măng cụt, vị thơm của sầu riêng. Mỗi thuyền chỉ bán một loại trái cây, và loại trái đó sẽ được treo lên một cây sào cao tượng trưng như là để thông báo rằng: "tôi là nhãn", "còn tôi là xoài".
Đặc biệt ở chợ nổi còn có chợ rắn. Chợ Phụng Hiệp quanh năm có rắn, rùa, chim, sóc, kỳ đà… phục vụ du khách. Bên cạnh đó, những xuồng ba lá, những ghe nhỏ xíu là: bánh cuốn nóng, phở, bánh xèo là những món đặc trưng ẩm thực phương Nam.
Chợ Ngã Bảy có lượng hàng hóa đa dạng và rất phong phú, nhất là trái cây, hàng nông sản, ngoài ra còn có chiếu, hang thủ công mỹ nghệ, đồ gia dụng cho đến hàng gia cầm, thủy hải sản… cho tới cả đồ ăn, thức uống cũng không thiếu.
Đây là chợ nổi lớn nhất trong các chợ nổi và lừng danh cả nước, chợ Ngã Bảy "nổi" nhất về quy mô, sự sung túc.
Chợ Ngã Bảy là chợ tổng hợp, có thể mua sỉ, bán lẻ; phong phú đa dạng đủ loại hàng hoá, đặc biệt như phơi hết sắc màu cây trái Nam Bộ, đặc sản miền Tây. Thời mở cửa, sản phẩm đồng bằng theo nước ròng nước lớn, qua Ngã Bảy, ra tận đất Bắc, vượt biên giới đến năm châu...

## Suy tàn
Sau gần 100 năm phát triển và sung túc, năm 2002, chợ nỗi Ngã Bảy đã được di dời, cư dân sông nước ngay ngã bảy đã di chuyển sang các chợ nổi khác như chợ nổi Ngã Năm (Sóc Trăng), hoặc ngược lên Trà Ôn (Vĩnh Long), thậm chí lên tận Cái Bè - Tiền Giang...
Nguyên nhân là nhằm làm thông thoáng giao thông thủy và tránh ô nhiễm môi trường do lượng rác thải trên sông quá lớn.
Mật độ giao thông khu vực Ngã Bảy quá cao chợ nổi Ngã Bảy phải di dời về Ba Ngàn trên sông Cái Côn, cách vị trí cũ hơn 3 cây số, nơi chỉ có một nhánh chính từ sông Kế Sách.
Vì vậy, sự sầm uất và nét đẹp đặc trưng cũng giảm đi đáng kể. Hơn nữa tên chợ Ngã Bảy đã gắn liền với tên đoạn sông nơi họp chợ và đã trở thành thương hiệu du lịch nổi tiếng của vùng Đồng bằng Sông Cửu Long. Nhiều khách du lịch tỏ ra thất vọng với ngôi chợ mới, giới thương hồ và người dân cũng không mặn mà với chợ Ba Ngàn. Vì thế cuối năm 2006, chợ nổi Ngã Bảy đã được đưa về vị trí cũ. Hiện nay, Bộ Thương mại Việt Nam và chính quyền tỉnh Hậu Giang đang ra sức khôi phục lại chợ nổi đặc trưng này.
Hiện tại, Ngã Bảy đang được quy hoạch, ưu đãi khuyến khích đầu tư để trở thành đô thị loại 3 đến năm 2015, là một trung tâm thương mại - du lịch thứ hai của tỉnh Hậu Giang sau thành phố Vị Thanh.

## Trong thơ ca

Chợ nổi Phụng Hiệp

Chính khung cảnh "trên bến dưới thuyền" của chợ nổi, nó đã sản sinh ra những câu hò, điệu lý, những bài vọng cổ hay những giai điệu đàn ca tài tử mà đến bây giờ vẫn được lưu truyền.
Dòng sông thì rộng mênh mông
Áo em lại thắt lưng ong làm gì ?
Anh từ Xà No đến
Em từ Ba Láng sang
Sợi tình yêu ai dệt
Trên mặt nước mênh mang
Bảy sông dồn nước, cuồn cuộn nước
Phù sa lớp lớp, quyện phù sa
Chợ nổi Ngã Bảy được nhắc đến trong bản vọng cổ "Tình anh bán chiếu" của cố soạn giả Viễn Châu, qua giọng ca của nghệ sĩ Út Trà Ôn.

## Nhận xét về chợ nổi Ngã Bảy
- "Đây là khu chợ nổi độc đáo của thế giới, cần giữ gìn, phát huy." - Jacques Cousteau[10]
- "Đó là thương trường lộ thiên kỳ diệu, là sự bùng nổ của sắc màu, âm thanh, hương vị thiên nhiên, con người mang đậm sắc thái Việt. Một thứ văn hoá cộng đồng chứa đầy tính duy cảm'"[11].
- "Thật kỳ ảo. Giữa mênh mông trời nước, hàng trăm cái cột nhấp nhô, tụ về một mối... Chợ này đẹp và sôi động, sung túc hơn nhiều so với chợ nổi Thái Lan'"[11]